# Augustin Novák (pilot)
Augustin Novák (27. srpna 1890 Butovice – 17. listopadu 1970 Vídeň) byl pilot rakousko-uherských Luftfahrtruppen, který se zúčastnil první světové války. Létal na italské a východní frontě. Přestože většinou prováděl průzkum, korekci dělostřelecké palby a bombardování, dosáhl celkem sedmi potvrzených sestřelů, čímž se stal leteckým esem.

## Život

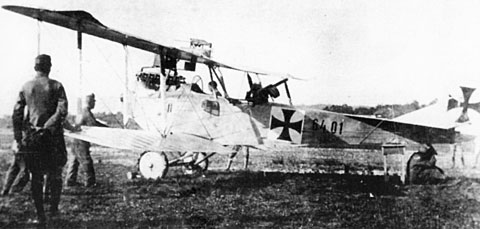
Hansa Brandenburg C.I

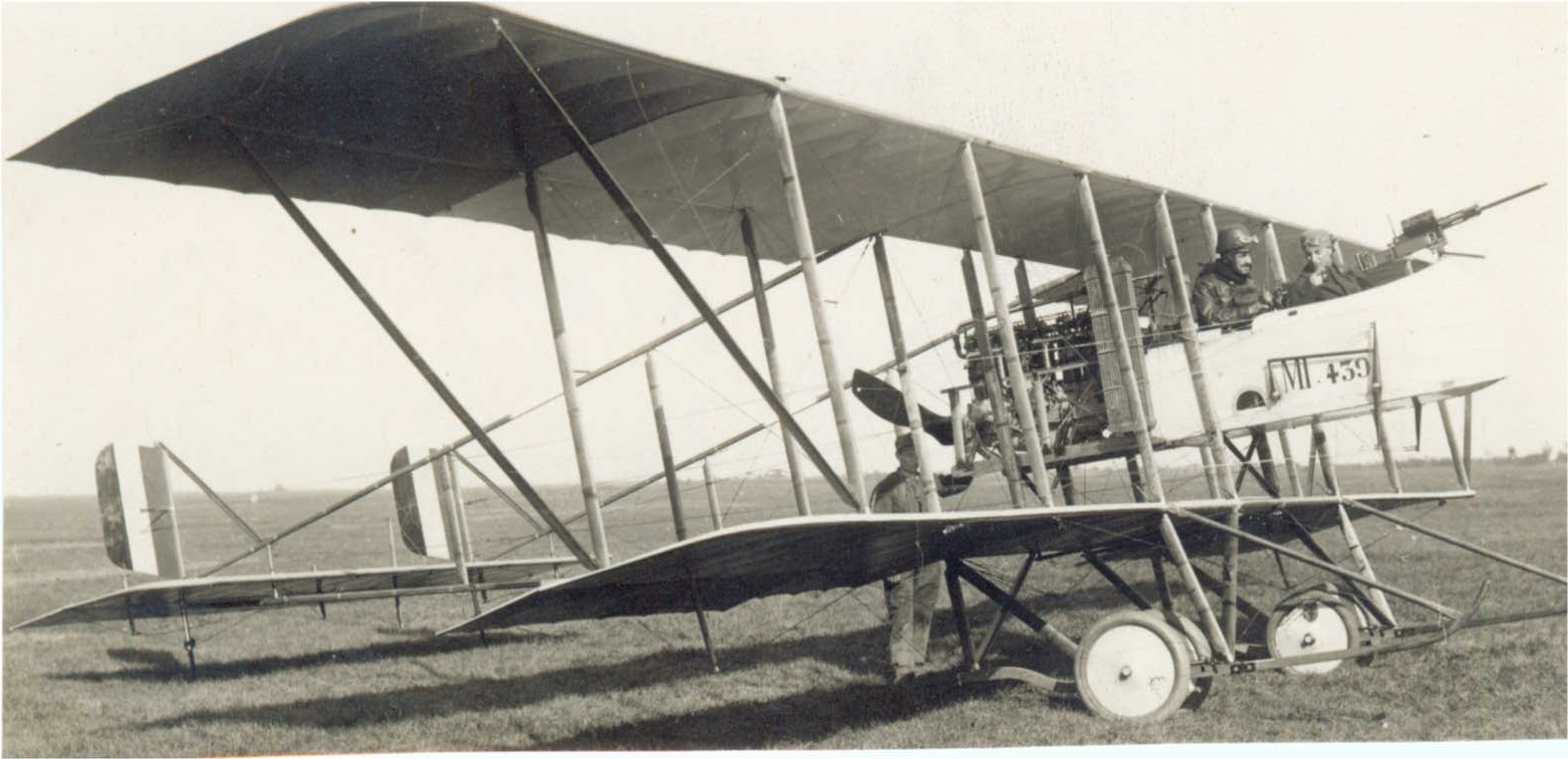
Farman MF.11

Narodil se 27. srpna v Butovicích. V roce 1911 narukoval k jezdeckému dělostřelectvu. Na začátku první světové války sloužil u 7. brigády jako velitel děla. Účastnil se bojů na východní frontě a v srpnu bojoval v bitvě u Krašniku, za což byl 14. listopadu vyznamenán stříbrnou medailí za statečnost II. třídy.
Později si Augustin Novák požádal o přeložení k letectvu. V lednu 1916 započal pilotní výcvik, který dokončil 13. července. Poté byl jako člen 30. Fliku odeslán opět na východní frontu. Letci tu vykonávali různorodé úkoly, jako průzkum, korekci dělostřelecké palby, bombardování, boje s ruskými letadly a přepravu pošty, pasažérů a dalších nákladů. Dne 12. srpna 1916 havaroval s dvoumístným letadlem Lloyd C.III. On i jeho pozorovatel Egon Wagner byli těžce raněni. Tím utrpěla jeho pověst a další pozorovatelé s ním odmítali létat.
Po otevření rumunské fronty na konci srpna 1916, podél linie Karpat, byl Novák přeložen k 13. Fliku a odeslán na tuto nově otevřenou frontu. Piloti u této jednotky létali na letounech Hansa Brandenburg C.I. Dne 27. prosince provedl se svým pozorovatelem Alexandrem Souhradou úspěšný útok na železnici v Onești. Po dokončení útoku svedli úspěšný souboj proti rumunskému letounu Farman MF.11. O několik hodin později byl Novák se svým pozorovatelem poslán k opakovanému útoku na železniční uzel v Onești. Při návratu byli napadeni dvěma Farmany, které se jim podařilo oba sestřelit. Za to byl později vyznamenán stříbrnou medailí za statečnost I. třídy. Poté byl odeslán do Vídně ke vznikajícímu 39. Fliku, který pak od března 1917 sídlil v Miercurea Ciuc.
Dne 1. června 1917 dosáhl Novák čtvrtého sestřelu, když svedl úspěšný souboj s Farmanem. Další úspěšný letecký souboj svedl společně se svým pozorovatelem Karlem Lukatsem 21. června poblíž letiště v Comănești, přičemž není jisté, jestli se jednalo o Farman nebo Caudron G.4.
Dne 18. července se utkal s ruským stíhačem, leteckým esem, Vladimirem Ivanovičem Stržiževským, který pilotoval stíhačku Nieuport 17. Novák se svým pozorovatelem protivníka dokázali zasáhnout a pilota poranit, ten pak ještě dokázal nouzově přistát.
Dne 3. srpna obdržel druhou stříbrnou medaili za statečnost I. třídy. Dne 7. srpna se Novák poblíž Dărmănești utkal s dvěma stíhačkami Nieuport, při čemž byl zabit jeho pozorovatel Ferenc Firtos de Felsobenced, a on sám dokázal s poškozeným letounem nouzově přistát. Tohoto sestřelu pravděpodobně dosáhl rumunský pilot Gheorghe Mihăilescu. Další den byl vyznamenán medailí za zásluhy.

Následně byl Novák se svým 39. Flikem převelen na italskou frontu, kde právě probíhala bitva u Caporetta. Během této bitvy dosáhl dalšího úspěchu, když 11. listopadu sestřelil italský průzkumný letoun SAML S.2.
V únoru 1918 byl převelen k leteckým zálohám a působil jako letecký instruktor. V červnu se ve Vídni oženil, kde pak žil až do své smrti. Zemřel 17. listopadu 1970.

## Vyznamenání
- Velká stříbrná medaile za statečnost I. třídy, uděleno 2×.
- Velká stříbrná medaile za statečnost II. třídy.